# Даница (српски часопис)
Даница је књижевни часопис који је излазио у Новом Саду од 20. фебруара 1860. до 20. августа 1872. године, три пута месечно, сваког десетог, двадесетог и последњег дана у месецу. Часопис је писан новим правописом. Покренуо га је и уређивао књижевник и публициста Ђорђе Поповић. "Даница" је окупила стотинак српских писаца, међу којима Јакова Игњатовића, Ђуру Јакшића, Јована Јовановића Змаја, Лазу Костића, Љубу Ненадовића и друге.
Часопис није излазио у периоду од августа 1871. до маја 1872. године. Од броја 23 (20. август) 1870. до 1. јануара 1871, и од броја 22 (10. август) 1871. до 31. маја 1872.
Оригинална издања Данице данас се чувају у библиотеци Матице српске.

## Сарадници
И заиста, часопис је имао забавни и дидактички карактер. Колика је била популарност овог часописа најбоље илуструје анегдота која каже да је једна млада Српкиња на самртничкој постељи тражила да јој донесу омиљени лист који јој је толико радости донео. 
Даница је имала одлике правог романтичарског часописа. У њој су се могле наћи песме најугледнијих, и данас признатих, песника романтичара: Јована Јовановића-Змаја, Лазе Костића, Ђуре Јакшића, Јакова Игњатовића, Стевана Каћанског, Косте Руварца, Милана Кујунџића - Абердара, Јована Илића, црногорског кнеза Николе I и многих других. Ту су се могле наћи и необјављене песме Бранка Радичевића и Петра Петровића Његоша. Поред радова наших песника, Даница је објављивала и приче и новеле страних писаца: Едгара Алана Поа, Ивана Тургењева, Михаила Љермонтова, Александра Пушкина; песме Хајнриха Хајнеа и делове индијског спева Махабхарата. Да би покренула своје читаоце на сарадњу, организују се конкурси за најбољу песму или текст посвећену Сави Текелији, поводом стогодишњице рођења. Награда за најбољи текст била је 50 дуката.
Поред позоришне, била је негована и књижевна критика, а 1863. године Јован Андрејевић почиње да објављује чланке који имају естетички садржај под насловом „Одломци естетички”. Редовно су излазили актуелне вести и извештаји везани за рад Матице српске, Матице илирске и Матице далматинске. У рубрици „О разним стварима” (чланци за сваког) могла су се маћи интересантна размишљања о правди, сујети, истини итд.
Часопис је поред књижевних нудила и друге садржаје. На њеним страницама могле су се пронаћи "прегледалице" (мустре) за ручни рад, разне слике које су се тицале моде, "паметар" (времеплов) и др.

## Подлистак
На крају сваког броја налазио се „Подлистак” који је био подељен на два дела: књижевност и гласник. Вести из књижевности садржале су вести из словенских и несловенских књижевности. Вести су пружале корисне информације о премијерама позоришних представа и о новим издањима књига. Понекад се на крају налазила и нека наивна шала и анегдота која је терала девојке да црвене и стидљиво скривају погледе.
Овако је изгледао часопис који су са великим нестрпљење чекале девојке и младе жене које су биле писмене и образоване, које су проводиле по неколико година у Бечу или Пешти, које су говориле немачки и француски и свирале клавир, али читаоци „Данице” биле су и скромне девојке које су по цео дан радиле по кућама и које су боље „знале ко је Марко и Лазар од немачког”. Читајући и забављајући се, оне су училе како да буду добре жене, домаћице, како да буду „добре Српкиње”, а то је била идеја коју је уредник „Данице” и имао.